# Menhir de la Pierre-Le-Matz
La Pierre-Le-Matz est un menhir situé sur la commune de Chauvé, dans le département de la Loire-Atlantique.

## Description
Le menhir est un bloc de grès qui mesure 3,75 m de hauteur pour une largeur de 2 m et une épaisseur de 0,90 à 1,05 m. Il comporte des cupules dans sa partie haute